# Adam Gerżabek
Adam Gerżabek (* 28. August 1898 in Jasło; † 7. Februar 1965 in Warschau) war ein polnischer Maler und Kunstkritiker.

## Leben

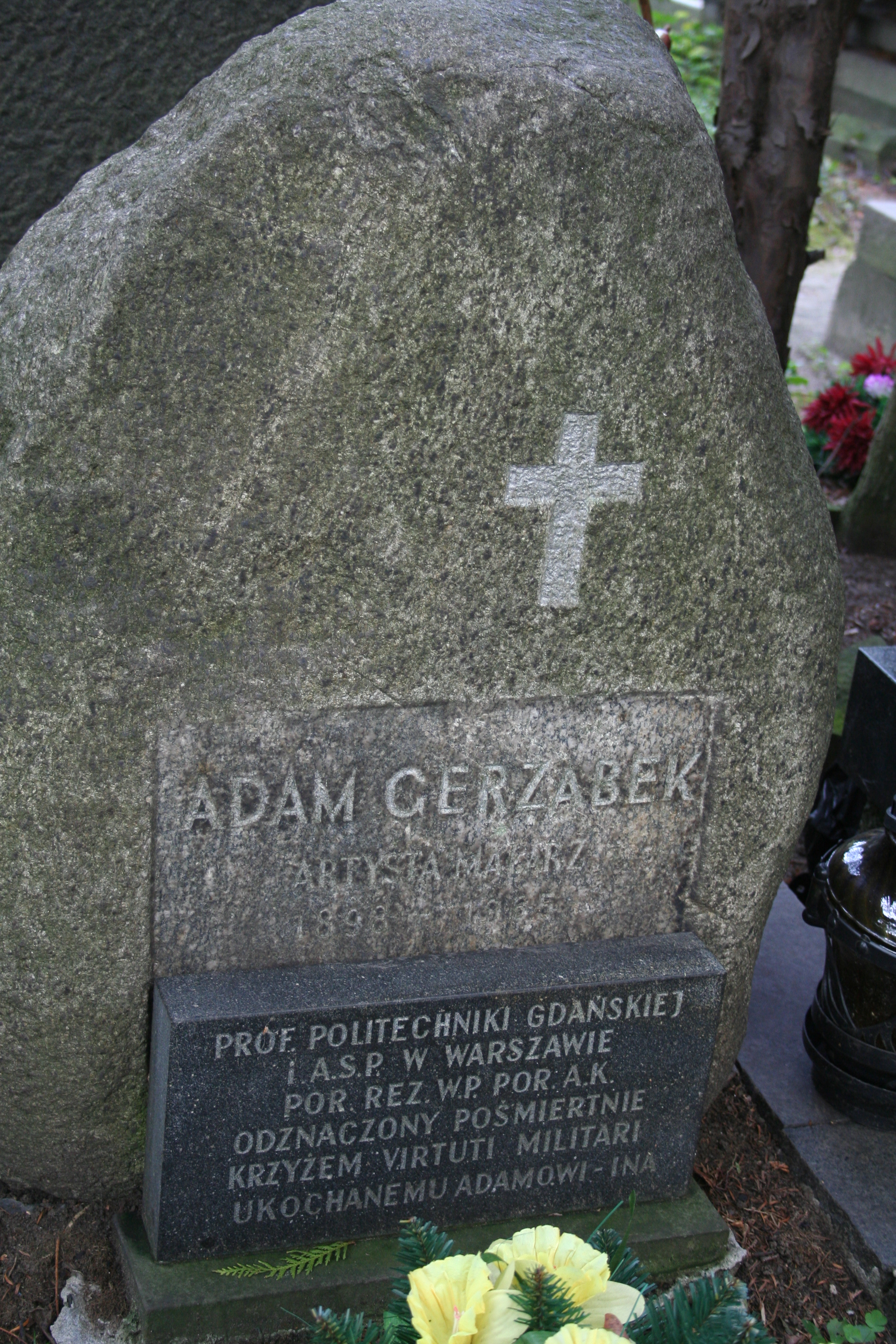
Grabstelle von Adam Gerżabek

Gerżabek studierte Malerei von 1921 bis 1926 bei Józef Mehoffer an der Krakauer Kunstakademie und von 1926/27 bei Józef Pankiewicz an der Pariser Außenstelle dieser Hochschule. Während seiner Zeit in Paris nahm er auch Unterricht bei Henri-Marcel Magne an der Conservatoire National des Arts et Métiers in Mosaik- und Freskomalerei. 1930 kehrte er nach Krakau zurück. Gerżabek war Mitglied der „Zwornik“-Gruppe, mit denen er seine Werke ausstellte. 1936 zog er nach Warschau, um an der Städtischen Schule dekorativer Künste (polnisch: „Miejska Szkoła Sztuk Zdobniczych“) zu unterrichten. Während des Warschauer Aufstandes wurden sein Studio und dort gelagerte Werke zerstört. Im Anschluss an den Zweiten Weltkrieg wurde er als Professor an die Warschauer Kunstakademie berufen. In den Jahren 1949/50 war er Dekan der Fakultät für Malerei an der Kunstakademie Posen. Ab 1953 war er Professor für Architektur an der Danziger Technischen Universität.

## Werk
Gerżabek war ein vielseitiger Künstler. Er malte, zeichnete, kreierte Mosaike und Glasarbeiten und wirkte bildhauerisch. Motive in seiner Malerei waren Landschaften, Stillleben und Porträts. Seine Bilder sind vom Einfluss des polnischen Koloristen Józef Pankiewicz und des französischen post-impressionistischen Malers Pierre Bonnard geprägt. Glasmalereien führte er in verschiedenen polnischen und europäischen Kirchen aus. Er betätigte sich auch als Kunstkritiker. Seine Bilder wurden auf Ausstellungen in Polen sowie Paris und New York gezeigt. Posthum wurden ihm zu Ehren Ausstellungen in Sopot (1965) und Olsztyn (1966) organisiert. Bilder von ihm sind im Besitz der polnischen Nationalmuseen in Danzig, Krakau und Warschau.